# Scotland Yard
 For alternative betydninger, se Scotland Yard (flertydig). (Se også artikler, som begynder med Scotland Yard)
Scotland Yard (NSY) kendt som Met er hovedkvarteret for det engelske Metropolitan Police Service – den politistyrke, som er ansvarlig for opretholdelse af lov og orden i Storlondon med undtagelse af City of London, samt hjemsted for Londons politi.
Udtrykket Scotland Yard  eller New Scotland Yard, the Yard, bruges som metonym for Metropolitan Police. Navnet opstod, fordi deres hovedkvarter førhen havde deres bagdør til gaden Great Scotland Yard, som folk endte med at bruge mest.
Den nuværende Scotland Yard-bygning i London-bydelen Westminster er opkaldt efter det tidligere hovedkvarter, der nu bruges af parlamentet.

## Administration og kommunikation
Administrationsafdelingen for Yarden er placeret i Empress State Building i Hammersmith and Fulham, mens kommunikationsafdelingen ligger i Central Communications Command i Hendon, Bow og Lambeth.